# Opiumgewicht

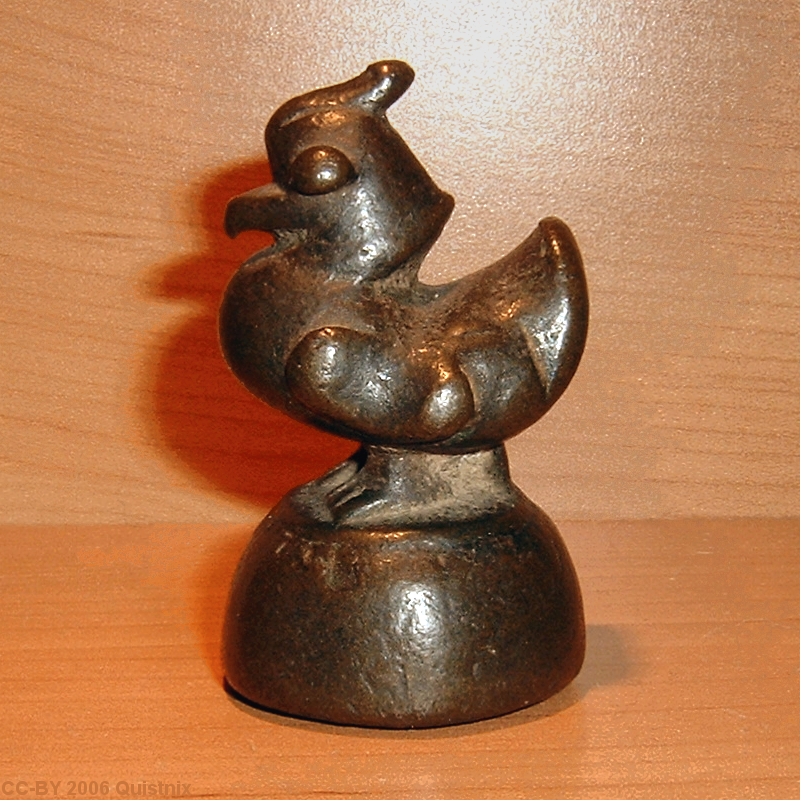
Die Hintha wird seit dem 16. Jh. als Massekörper-Motiv verwendet.

Bronzegewichte in Tierform, seit der Kolonialzeit „Opiumgewichte“ genannt, stammen vor allem aus Burma und Laos. Diese Massekörper wurden lange Zeit mit Balkenwaagen im alltäglichen Gebrauch eingesetzt. Heute werden sie auch als Kunstgegenstände gesammelt und Nachbildungen werden vielerorts als Souvenirs angeboten. Wie bei anderen über 75 Jahre alten Antiquitäten ist in Burma auch die Ausfuhr von originalen Opiumgewichten untersagt.

## Geschichte
Von den Pyu kennt man erste Tierfiguren aus den Jahren 100–400 n. Chr., wobei ungewiss ist, ob sie schon als Gewicht benutzt wurden. Erste urkundliche Erwähnungen finden sich aus der Zeit König Kyanzittha von Bagan (reg. 1084–1113). Ab dem 16. Jh. gibt es Berichte von Asienreisenden über die Gewichte. In einem Manuskript von Nandabahu, Verwalter von König Alaungpaya (1714–1760), werden Gewichte und typische Formen ab dem 13. Jh. beschrieben.
Als Lan Na wiederholt zwischen 1558 und 1774 von Burma unterworfen wurde, wurde es dort eingeführt. Das Königreich Ayutthaya wurde 1564 von Burma für 15 Jahre besetzt und in Lan Xang versuchte man es zwischen 1571 und 1621. Nachdem König Thibaw Min 1885 von den Engländern zum Abdanken gezwungen wurde, wurden keine offiziellen Bronzegewichte mehr gegossen, die Engländer führten flache, runde Eisengewichte ein. In entlegenen Regionen werden sie jedoch noch immer verwendet. Repliken sind meist aus Messing. Angeblich wurden die Gewichte nach Verbot des Opiumshandels als Geld verwendet, sie werden daher auch als Opiumgeld bezeichnet. Auch wenn die genaue Geschichte in Frage gestellt werden kann, so ist in mehreren Kulturen die Verwendung von Gewichten als Geldwert bekannt.

## Motive
Die Gewichte sind münzenartig oder Tiere auf einem Standfuß. Als Motive wurden meist verschiedene Fabelwesen und reale Tiere verwendet, die eine mystische Bedeutung haben. Sie änderten sich von Zeit zu Zeit und teilweise nach Landstrich. Oft verwendet sind die Hintha bzw. Hantha (eine mythische Ente oder Gans, die burmesische Form der Garuda), Karaweik (mystischer Kranich), oft auch eine Mischform zwischen den beiden. Der Toe bzw. To ist ein löwenartiges Fabeltier, mit dem Gesicht eines Löwen, Hörnern eines Rindes und Hufen und Schwanz eines Pferdes. Je nachdem, welcher Teil stärker hervortritt, hat er auch verschiedene Namenserweiterungen. Weitere Fabeltiere sind Naga-Schlangen und Drachen. Aus der realen Tierwelt kommen Elefanten, Wasserbüffel, Fische, Pferde, Ratten, Affen, Tiger, Ziegenböcke und Hunde vor. Daneben gibt es Massekörper mit nicht-tierischen Motive, sogenannte Pagoden- oder Trommelgewichte. Massekörper über 20 Tical haben gewöhnlich einen halbkreisförmigen Griff, der Kopf und Schwanz der Figur verbindet.
Zuerst wurden die Figuren von Hand aus Wachs geformt und im Wachsausschmelzverfahren gegossen, ab dem 19. Jh. wurden Bleimodel verwendet. Für 1 Viss Bronze wurden 10 Tical Wachs verwendet. Später wurde noch nachgeeicht, indem Material aus dem Sockel abgekratzt wurde oder Metallfäden, Glasstückchen oder Bleiklumpen angebracht wurden. Die Bleiklumpen sieht man häufig zwischen den Füßen der Tiere. Zuletzt wurden sie mit Eichmarken versehen. Nach einem Bericht aus dem Jahre 1795 durften in Burma Skalen und Gewichte nur in der Hauptstadt hergestellt und markiert werden.
Ein Gewichtssatz umfasste üblicherweise folgende Einheiten, wobei auch viele Gewichte nicht diesen Systemen zuordenbar sind:
| Burmesische Einheit                                                        | Mu  | Mat | Ngamu | Tical |    |    |     |     |     | Viss |
| Standardsystem in Tical                                                    | 1/8 | 1/4 | 1/2   | 1     | 2  | 5  | 10  | 20  | 50  | 100  |
| Annäherung in g                                                            | 2   | 4   | 8     | 16    | 32 | 80 | 160 | 320 | 800 | 1600 |
|                                                                            |     |     |       |       |    |    |     |     |     |      |
| Älteres System Annäherung in g                                             | 2   | 4   | 8     | 16    | 32 | 75 | 150 | 300 | 750 |      |
| 3. System, vor allem bei Elefanten möglicherweise aus Laos Annäherung in g | 2   | 4   | 8     | 16    | 32 | 64 | 128 | 256 |     |      |